# Der Schuhmacher
Der Schuhmacher ist ein Märchen. Es ist in den Irischen Elfenmärchen der Brüder Grimm an Stelle 13 enthalten, die sie 1825 aus Fairy legends and traditions of the South of Ireland von Thomas Crofton Croker übersetzten.

## Inhalt
Die alte Moirna Hogaune erzählt im Wirtshaus, weil einer behauptet, nicht an Elfen zu glauben, wie sie einem Cluricaun begegnete: Eines Sonntags im Garten hörte sie in den Bohnen ein Klopfen und sah ein Männchen an Holzschuhen arbeiten. Sie packte ihn und bedrohte ihn mit dem Messer, ihr sein Geld zu zeigen. Er führte sie, doch lenkte ab, indem er rief, ihre Bienen flögen fort. Als sie den Kopf drehte, verschwand er.

## Anmerkung
Bei Grimm wird noch eine Spukgeschichte von der Kirchenruine Grenaugh wiedergegeben. Die ebenfalls im Text erwähnte Furt von Ahnamoe heißt Furt der Kuh (Ath na bo).